# Yunganggrottorna

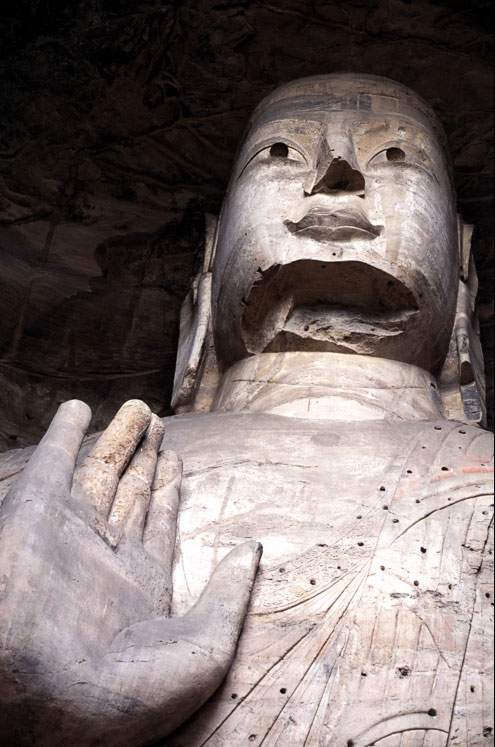
Grotta nr. 14

Yunganggrottorna (云冈石窟, Yúngāng shíkū), är grottor med skulpturer i Nanjiaodistriktet i Datong i Shanxi-provinsen, i norra Kina. Tillsammans med Mogaogrottorna och Longmengrottorna är Yunganggrottorna en av de tre mest berömda antika skulpturplatserna i Kina.  2001 sattes Yunganggrottorna upp på Unescos världsarvslista.

## Historia
Grottorna uppfördes under den period då Datong var huvudstad under Norra Weidynastin (北魏) under kejsarna Heping och Zhengguang som lät bygga grottorna. Arbetet startade år 460 och varade till år 525. När den första kejsaren besteg tronen i Datong var buddhismen mycket rik och florerande. Efter att kejsaren Taiwu dött 452 fick år 460 fick munken Tan Yao arbetet att börja hugga ut fem grottor som kom att bli center för buddhistisk konst i norra Kina. Detta arbetet skall bl.a. ha utförts tillsammans med fem indiska munkar. Mellan år 471 och 494 var tillbedjandet av Buddha utspritt bland adel och hovet vilket ledde till att 12 fler grottor höggs ut och Chongfutemplet byggdes. Även efter att arbetet med grottorna som sponsrades av hovet avslutats 525 kom munkar med lägre rang att fortsätta hugga ut nya grottor. Dessa grottor är mindre än de tidigare, många av dem mycket små och är över 200 till antalet.
Under Liaodynastin kom det att byggas skydd framför flera av grottorna som på så sätt blev till tempel. Dessa förstördes under ett krig 1122, men kom att byggas upp igen framför grotta 5, 6 och 7 år 1651.

## Utförande
Sammanlagt finns det 252 grottor i varierande storlekar och 51 000 statyer på en sträcka motsvarande ungefär 1 km. Ovanför grottorna finns ruinerna från ett slott, en mur och ett försvarstorn från Mingdynastin. Den största statyn är 17 meter hög, och den minsta endast 2 centimeter.
De tidigaste grottorna bär på en stil som är lik de indiska chaityas och gandharanstilarna. Några av de stora statyerna ser ut att kunna ha varit influerade av de numera av talibanerna förstörda Bamiyanstatyerna i Afghanistan. Det går också att skönja grekisk-romerska liksom iranska och bysantinska influenser. Alla dessa olika stilar blandas med en kinesisk stil, vilket gör Yunganggrottorna mycket speciella och en av mänsklighetens största skatter.
I grotta nr. 20 finns den 13,7 m höga sittande Lutian Buddha flankerad av East Standing Buddha och ursprungligen även av West Standing Buddha på sin andra sida. West Standing Buddha försvann av okänd anledning redan under Norra Weidynastin, men hittades i småbitar 1940. Statyn är återuppbyggd (2017), men kommer inte att återplaceras på sin ursprungliga plats, utan placeras i en utställningshall söder om grottan.